# Telegram (programvara)
Telegram är en kostnadsfri datormolnbaserad snabbmeddelandeservice. Klienter för Telegram finns för mobila enheter (som Android, IOS, Windows Phone, UbuntuTouch) och desktopsystem (Windows, macOS, Linux). Användare kan med tjänsten skicka och ta emot meddelanden, utbyta bilder, video, ljudfiler och alla slags datafiler. Telegram erbjuder också en särskild funktion för kryptering av meddelanden.
Den ryska entreprenören Pavel Durov leder utvecklingen av Telegram. Klientsidskoden är öppen källkod medan serversidans kod är stängd och proprietär. Tjänsten erbjuder också API för fristående programutvecklare. 
I februari 2016 annonserade Telegram att de hade nått 100 miljoner månatligt aktiva användare med 15 miljarder meddelanden per dag. Antalet användare nådde, enligt deras hemsida, 500 miljoner användare under 2021.
Säkerhetsaspekterna i Telegram har utsatts för flera kritiska granskningar. En del av kritiken har inriktas på argumentet att säkerhetsskyddet är otillräckligt på grund av Telegrams egna krypteringsprotokoll. Vidare har kritik framförts att funktionen för deras hemligchatt inte är standard. I Iran och Kina är Telegram förbjudet. Ryssland har försökt stoppa tjänsten men inte lyckats. I Tyskland reste politiker i december 2021 krav på att förbjuda tjänsten eftersom den blivit hemvist åt flera högerextrema organisationer och vaccinationsmotståndare.

## Historik
Telegram lanserades 2013 av bröderna Nikolaj och Pavel Durov, vilka tidigare grundat det ryska sociala nätverket VK, som de tvingades lämna i samband med att företaget övertogs av Mail.ru Group. Nikolaj Durov skapade protokollet MTProto, som utgör grunden för Telegram, medan Pavel stod för det finansiella stödet och infrastrukturen via sin fond Digital Fortress LLC tillsammans med sin affärspartner Axel Neff, Telegrams tredje grundare.
Telegram är registrerat som både ett engelskt Limited liability partnership och ett amerikanskt Limited liability company. Telegram avslöjar inte var de hyr kontor eller vilka juridiska personer som används för att hyra dessa, med motiveringen att ”skydda sitt team mot oönskad påverkan” och att skydda användarna mot eventuella begäranden från statliga myndigheter. Tjänsten upplyser att de har sitt juridiska huvudkontor i London och det operativa i Dubai. Durov har flyttat från Ryssland och sägs flytta från land till land tillsammans med en mindre grupp programmerare.

### Användarantal
I oktober 2013 hade Telegram 100 000 dagligt aktiva användare. Den 24 mars 2014 tillkännagav Telegram att de hade nått 35 miljoner månatliga användare och 15 miljoner dagligt aktiva användare. I december 2014 meddelade Telegram att de hade 50 miljoner aktiva användare som genererade 1 miljard dagliga meddelanden och att 1 miljon nya användare tillkommer varje vecka med en fördubbling av trafiken på fem med 2 miljarder meddelanden per dag. I september 2015 informerades att tjänsten hade 60 miljoner aktiva användare som producerade 12 miljarder meddelanden per dag. I februari 2016 meddelades att de hade 100 miljoner månatligt aktiva medlemmar och en nytillströmning på 350 000 nytillkommande användare varje dag, producerande 15 miljarder meddelanden per dag.
En svensk undersökning från 2022 visade att andelen svenska Telegramanvändare var relativt låg: 4 procent hade använt tjänsten under det senaste året och 1 procent använde Telegram dagligen.

## Funktioner

### Konto
Ett konto hos Telegram är knutet till ett mobilnummer som verifieras via SMS eller ett telefonsamtal. En användare kan lägga till andra enheter till kontot och via dessa läsa av sina meddelande från vilken som helst av dessa enheter. Anslutna enheter kan avinstalleras individuellt eller alla på en gång. Det anslutna mobilnumret kan när som helst bytas till ett annat. När så sker kommer det nya numret att automatiskt uppdateras hos alla kontakterna i dennes kontaktbok.
 En användare kan dessutom skapa ett alias, och kan då skicka och ta emot meddelanden utan att visa sitt telefonnummer. Ett konto i Telegram kan när som helst tas bort. Om kontot inte används på ett halvår sker en automatisk radering av kontot såvida användaren inte ändrat på standardinställning för autoradering som kan ställas in på mellan 1 och 12 månader. Användare kan också ändra på tidsinformationen i "Senast här" till en mer oklar tidsangivelse som "Här under veckan".
Telegrams metod för standardautentisering vid inloggning är SMS-baserad enkelfaktorautenstisering. Allt som krävs för att logga in på sitt konto och få tillgång till sina meddelanden är ett engångslösenord som skickas via SMS till användarens mobilnummer. Uppgifter finns om att dessa inloggnings-sms har fångats in i Iran, Ryssland och Tyskland förmodligen i samarbete med teleoperatörer. Pavel Durov har rekommenderat att Telegrams användare i "bekymmersamma länder" bör koppla in two-factor authentication genom att skapa ytterligare lösenord för inloggning, vilket medges i Telegram.

### Molnbaserade meddelanden
Tjänsten är molnbaserad och kan nås från vilken som helst av användarens enheter. Användare kan dela bilder, videor, ljudmeddelanden och andra datafiler (upp till 1,5 GB).  Användare kan skicka meddelanden till andra individuella användare eller till grupper med upp till 5 000 medlemmar. Överföring av meddelanden till Telegrams servrar är krypterade med tjänstens krypteringsprotokoll MTProto. Enligt Telegrams integritetspolicy "alla data lagras kraftigt krypterade med krypteringsnycklarna i varje enskilt fall lagrade på flera olika datacentra i olika juridiska territorier. Därigenom kan inte tekniker eller fysiska inkräktare komma åt användardata.

### Bottar
I juni 2015 lanserade Telegram en plattform som ger tredjepartsutvecklare möjligheten att utveckla en bott att använda i Telegram. En bott i Telegram är en användare som styrs med ett datorprogram. Dessa bottar kan svara på meddelanden. En bott kan bjudas in till Telegramgrupper och integreras i andra program. En holländsk sajt Tweakers rapporterade att en inbjuden bott kan utgöra ett potentiellt hot i dess möjligheter att kunna läsa Telegramgruppens meddelanden om bottens utvecklare obemärkt efteråt ändrar accessinställningarna. Telegram har i det här sammanhanget meddelat att man avser införa en funktion som kommer att skicka ut en avisering till bottens användare om sådana statusförändringar.

### Kanaler och grupper
Funktionen kanaler används för att skicka ut meddelanden till ett obegränsat antal mottagande användare. En Telegramkanal kan göra allmänt tillgänglig publik via ett alias eller via en fast webbadress som gör det möjligt för alla att gå med i kanalen. Användare som går med i gruppen kan läsa alla meddelanden som tidigare skickats ut på kanalen. Varje meddelande har en besöksräknare som visar hur många som läst meddelandet. Användare kan när som helst gå med eller ur en sådan kanal. Aviseringar från en kanal kan fritt slås på och av. Grupper med upp till 30 000 medlemmar kan koordineras.

### Dekaler
Dekaler är molnbaserade bilder i hög upplösning avsedda att ge mer uttrycksfulla emojis. Det finns ett stort urval av stickers i olika deklauppsättningar. I standardinstallationen finns endast en grunduppsättning dekaler, men det är mycket enkelt att lägga till nya samlingar. Dekalsamlingar som installerats på en enhet blir samtidigt tillgängliga på alla de andra enheterna.

### Hemliga chattar

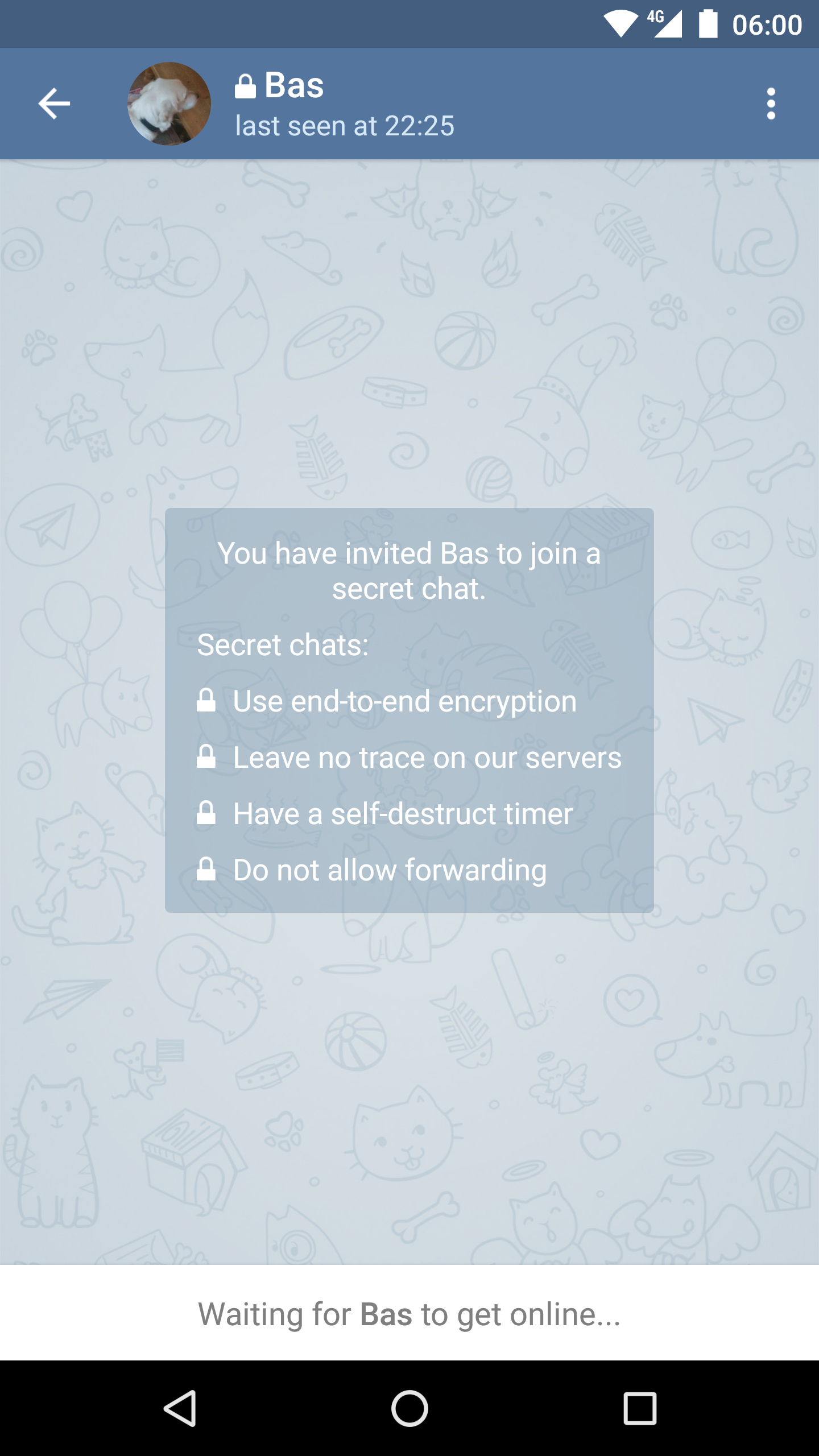
En bekräftelseavisering i Hemligchatt - skärmdump Android Marshmallow.

Meddelanden kan också skickas med klient-till-klient-kryptering i vad Telegram kallar för hemliga chattar. Dessa meddelanden krypteras med tjänstens MTProto protocol. Till skillnad från Telegrams vanliga molnbaserade meddelanden kan hemliga chattar endast utväxlas mellan den enhet som initierade sessionen och den enhet som tog emot och accepterade anslutningen och kan inte nås via någon annan enhet. Meddelanden i Hemliga chattar när som helst raderas eller autoraderas om önskas.
Hemliga chattar måste initieras och accepteras via en inbjudan. I samband med accepteringen utbyts krypteringsnyckar för sessionen. Parter i en hemlig chatt kan verifiera att ingen man-in-the-middle attack har förekommit genom att jämföra bilder som visas på deras Public key fingerprint. Funktionen har funnits sedan december 2014. Krypteringsnycklarna byts ut då sessionen passerat 100 meddelanden eller har varit i användning i mer än 1 vecka.. Old encryption keys are destroyed.
Telegrams databas i enheten är inte krypterad som standard. En del telegramklienter tillåter användare att kryptera lokalt lagrade meddelanden genom att koppla in en lösenordsfras.

### Röstsamtal
I slutet av mars 2017 introducerade Telegram sitt eget system för röstsamtal, trots att deras primära fokus sedan länge ligger på snabbmeddelande. Samtalstjänsten bygger på deras end-to-end-kryptering i hemligchattar. Anslutningen görs som peer-to-peer när så möjligt och när så inte kan ske via närmaste klientserver. Efter tester i Västeuropa är samtalstjänsten nu tillgänglig i de flesta länder.[55]

### Videosamtal
Sedan 2020 finns funktioner för såväl enskilda som gruppvideosamtal med end-to-end-kryptering. I januari lades en funktion till för videoströmning med obegränsat antal användare.

### Språk
Telegrams klienter levereras med ett begränsat antal inbyggda språk (engelska, arabiska, franska, holländska, spanska, tyska, italienska, katalanska, koreanska, malajiska, polska, portugisiska, ryska, spanska, turkiska och ukrainska, vitryska). Svenska finns att hämta på Svensk språkfil

### Bildredigerare
I apparna för Iphone/Ipad och Android finns en avancerad bildredigerare som innehåller de flesta av de funktioner som erbjuds i mer avancerade editeringsprogram som exempelvis korrektion för exponering och kontrast, färgtemperatur, högdagerkorrektion, skuggkorrigering, skärpning och beskärning. Till bilder som klistras in från Urklipp med Desktopklienten kan dock endast text läggas till (200 tecken).

## Arkitektur

### Krypteringsschema

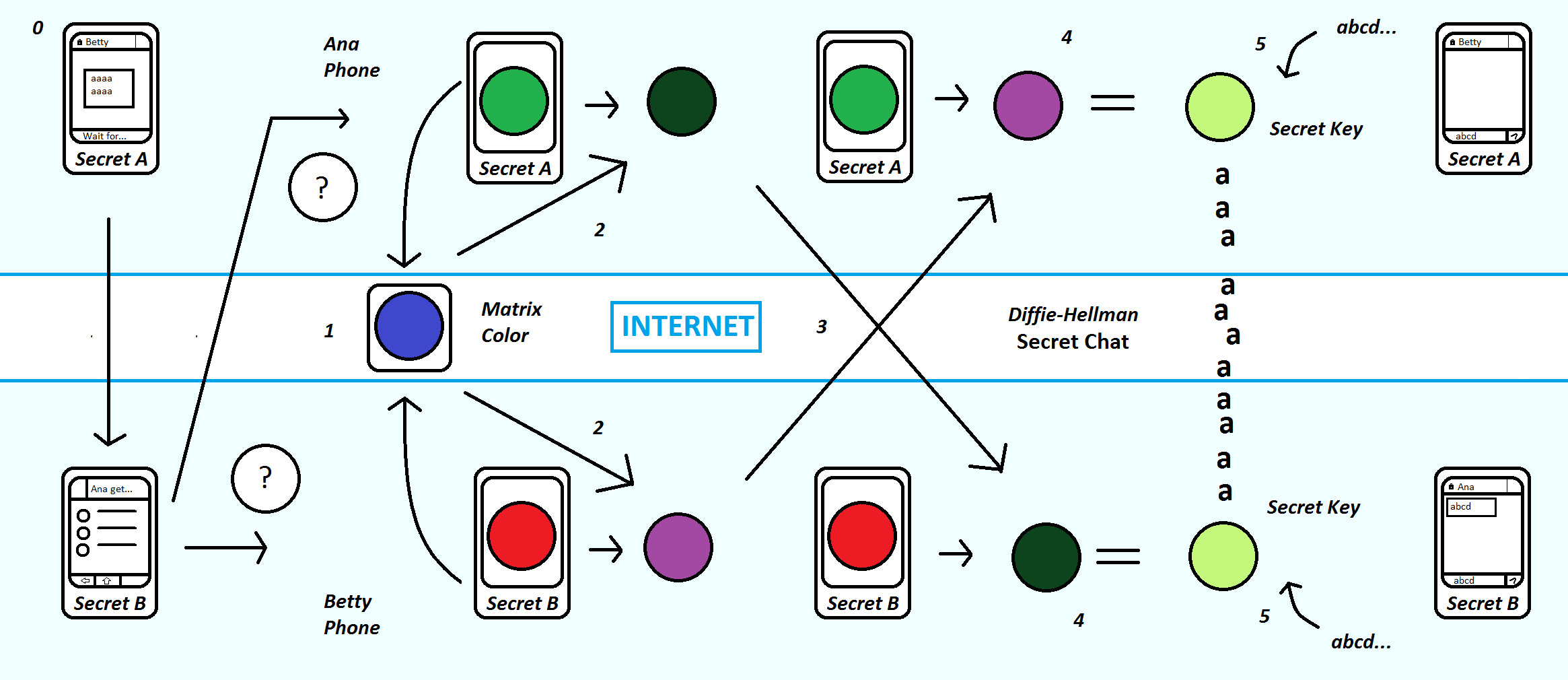
En förenklad illustration av krypteringsmetoden MTProto.

Telegram använder en symmetrisk kryptering som de kallar MTProto. Protokollet utvecklades av Nikolai Durov och andra utvecklare på Telegram. Krypteringen baseras på en 256-bitars symmetrisk AES, RSA 2048 kryptering och  Diffie-Hellmans nyckelöverföring.

### Servrar
Telegram Messenger LLP har servrar i ett antal olika länder över hela världen detta för att förbättra svarstider i sin tjänst. Programvaran i Telegrams serversida är stängd och proprietär. Pavel Durov har hävdat att det skulle krävas en omfattande arkitekturombyggnad av serversidans mjukvara för att tillåta anslutning av fristående servrar till molntjänsten.

### Klientapplikationer
Det finns flera olika klienter tillgängliga för Telegram. Listan nedan omfattar versioner på officiella programplattformar som stöds av Telegram Messenger LLP och icke officiella klienter som tagits fram av andra nätverk. Källkoderna för alla officiella klienter och en del av de icke officiella är Öppen källkod och är släppta under GNU General Public Licence version 2 or 3.
| Namn               | Plattformar                                                                | Officiell | Källkodslicens               | Stöd för Hemligchatt | Övrig info.                                                                                        |
| ------------------ | -------------------------------------------------------------------------- | --------- | ---------------------------- | -------------------- | -------------------------------------------------------------------------------------------------- |
| Telegram           | macOS                                                                      | Ja        | GPLv2                        | Ja                   | |
| Telegram Desktop   | Microsoft Windows (portable application), macOS och GNU/Linux distribution | Ja        | GPLv3 with OpenSSL exception | Nej                  | |
| Cutegram           | Windows, macOS och GNU/Linux                                               | Nej       | GPLv3                        | Ja                   | Byggd på Qt (software).                                                                            |
| Telegram CLI       | GNU/Linux, FreeBSD och macOS                                               | Nej       | GPLv2                        | Ja                   | Kommandoradsinterface för Telegram.                                                                |
| Telegram Messenger | IOS 6 eller senare                                                         | Ja        | GPLv2 eller senare           | Ja                   | Lanserad i augusti 2013 för Iphone och Ipod Touch med återlansering i juli 2014 med stöd för Ipad. |
| Telegram           | Android 2.3 eller senare                                                   | Ja        | GPLv2 eller senare           | Ja                   | Stöd för Surfplatta och smarta klockor Android Wear.                                               |
| Telegram Messenger | Windows Phone                                                              | Ja        | GPLv2 eller senare           | Ja                   | |
| Telegram           | Firefox OS                                                                 | Ja        | GPLv3                        | Nej                  | Byggd på Webogram.                                                                                 |
| Telegram           | Google Chrome och Chrome OS                                                | Ja        | GPLv3                        | Nej                  | |
| Telegram           | Ubuntu Touch                                                               | Nej       | GPLv2                        | Ja                   | |
| Sailorgram         | Sailfish OS                                                                | Nej       | GPLv3                        | Ja                   | Byggd på Cutegram.                                                                                 |
| Telegram-Purple    | Windows, macOS och GNU/Linux                                               | Nej       | GPLv2                        | Ja                   | |

Plugin för Pidgin, Adium, Finch och andra Libpurple-baserade meddelandeprogram|}
Användare kan också nå sitt telegramkonto via Telegram Web för webbläsare. Användare kan dela bilder, datafiler och emojis med sina kontakter. Telegram Web fungerar tillsammans med alla vanliga webbläsare som Firefox, Safari och Google Chrome.

### API
Telegram har ett publikt API med vilket utvecklare får tillgång till samma funktionalitet som Telegrams officiella appar för att kunna bygga egna meddelandeapplikationer.
Telegram har också ett API som skapar möjlighet att utveckla bottar. En bott på Telegram är ett konto med det kontrollerat av bottmjukvaran. I februari 2016 lanserade tidskriften Forbes en AI-genererad nyhetsbott som skickar ut populära artiklar till prenumeranter och genererar svar på artikelsökningar. TechCrunch lanserade en liknande bott i mars 2016.

## Mottagande

### Säkerhet
Krypteringsexperter har uttryckt både tveksamheter och kritik mot Telegrams krypteringsprotokoll MTProto. En del har framfört åsikten att protokollet är ett hemmabygge som kan innehålla programbuggar som potentiellt kan försvaga dess säkerhet. Det har också hävdats att Telegram inte anställt programutvecklare med tillräckliga kunskaper eller trovärdighet i det här fältet.
Kritik har också framförts mot att Telegram hävdar att deras meddelandetjänst är säkrare än andra vanligt förekommande program som exempelvis Whatsapp och Line,. Både Whatsapp och Line tillämpar numera som standard end-to-end-kryptering på all sin trafik default och använder kända säkerhetsprotokoll, vilket inte är fallet med Telegram. Det hävdas också molnlagringen inte sker på ett säkert sätt.
I februari 2014 utvärderade det tyska konsumentorganisationen Stiftung Warentest flera av Telegrams dataskyddsaspekter jämsides med flera vanliga program för snabbmeddelanden. Bland annat beaktades dataöverföringssäkerhet, användarvillkor, källkodens tillgänglighet och appdistributionen. Telegram betraktades som överlag kritisk. Konsumentorganisationen var däremot positiv till Telegrams funktion hemlig chatt och till deras öppna källkod. De kritiserade också att appens uppgifter i kontaktboken överfördes till Telegrams server. De anmärkte också att medan överföringen av data krypterades på enheten kunde det inte kontrolleras beroende på serversidans stängda källkod.
Stiftelsen Electronic Frontier Foundation (EFF) listade Telegram på sin "Secure Messaging Scorecard" i february 2015. Telegrams vanliga chattfunktion fick betyget 4 av 7 på deras betygsskala. De belönades för deras överföringskryptering och den öppna källkoden. Chattfunktionen förlorade poäng på grund av att kommunikationen inte skedde med krypteringsnycklar och att det inte går att säkert verifiera kontakters identiteter. Telegrams tilläggsfunktion för hemligchatt erhöll betyget 7 av 7. EFF skrev att undersökningsresultat inte skall ses som något godkännanden av individuella tjänster eller som garantier för deras säkerhet utan skall ses som indikationer på att deras projekt är på rätt väg.
I december 2015 publicerade två forskare på Århus Universitet en rapport i vilket de kunde demonstrera att MTProto inte når upp till Ciphertext indistinguishability under chosen ciphertext attack (IND-CCA) eller authenticated encryption. Forskarna har emellertid framhållit att deras resonemang är av teoretisk natur och att de inte kunnat se att en deschiffreringsattack för klartextkonvertering skulle kunna genomföras". De framförde också åsikten att de inte ansåg att det fanns några skäl för att Telegram inte tillämpar dokumenterade krypteringsrutiner. Telegram har svarat att svagheten forskarna pekat på inte påverkat meddelandesäkerheten och att en programuppdatering kommer att åtgärda svagheten.

### Dekrypteringstävling
Telegram har organiserat två tävlingar för de som velat utmana deras säkerhet. Utmanare uppmanades att knäcka tjänstens kryptering och avslöja innehållet i en hemligchatt mellan två datorkontrollerade användare. En belöning på 200 000 amerikanska dollar respektive 300 000 dollar utfästes. Båda tävlingarna avslutades utan någon vinnare. Säkerhetsforskaren Moxie Marlinspike och kommentarer på Hacker News kritiserade den första tävlingen som de hävdade var riggad till Telegrams fördel och att den därmed inte kunde bedömas.. Någon känd kritik finns inte för den andra tävlingen.

## Nätpubliceringstjänst
Telegram har under 2016 lanserat en nätpubliceringstjänst med namnet Telegraph på adressen Telegra.ph.